# 福岡市立壱岐丘中学校
福岡市立壱岐丘中学校（ふくおかしりついきがおかちゅうがっこう）は、福岡県福岡市西区羽根戸小畑にある公立中学校。

## 校勢
2019年5月1日現在
- 学級数 - 単式学級10学級、特別支援学級1学級
- 生徒数 - 278人（うち特別支援学級3人）

## 沿革

### 年表
- 1985年（昭和60年）- 壱岐中学校より分離する形で開校
- 2009年（平成21年）- 特別支援学級（まがたま学級）新設[3]

## 年間行事
- 4月 始業式、入学式、対面式、自然教室（1年生）
- 5月 体育会
- 6月 避難訓練
- 7月 終業式
- 8月 始業式
- 10月 合唱コンクール、生徒総会
- 11月 PTAバザー
- 12月 修学旅行（2年生）、終業式
- 1月 始業式
- 2月 立志式
- 3月 3年生を送る会、卒業式、終業式

## 部活動
- バスケットボール部（男子・女子）
- バレーボール部（女子）
- 軟式野球部
- ソフトテニス部（男子・女子）
- サッカー部
- 吹奏楽部
- 放送部

## 校歌
- 作詞：三好作一郎
- 作曲：白土治夫

## 校区
- 福岡市西区のうち、以下の区域 [4]
- 壱岐南小学校通学区域
  - 大字野方	1096(3)、1098(130)、1097(2)
  - 大字羽根戸	725(1)～752(10)
  - 壱岐団地	100番～終
  - 野方	2丁目～4丁目、5丁目4番～7番、9番～64番
  - 橋本	1丁目、2丁目（ただし、1丁目14番（壱岐東小校地）を除く）
  - 大字橋本	全域
  - 戸切	1丁目、2丁目、3丁目1番～33番、35番、38番
  - 大字羽根戸全域（ただし、壱岐南小区域を除く）は金武中学校通学区域であるが、壱岐丘中への指定学校変更が可能。

通学区域は福岡市西区の南東部。東端は区の境界である室見川に接し、飯盛山ふもとの丘陵地にかけての東西に長く広がる校区である。丘陵地は昭和中期以降の土地開発によって、戸建ての住宅が多い。2005年に福岡市地下鉄七隈線が開業し、終点の橋本駅が校区内にできたことにより、駅近くの区画整理事業が進み、駅前には大型商業施設も開業し、福岡市のベッドタウンとして人口増加が著しい区域である。校舎は通学区域から南方の金武中学校の通学地域にある。

### 校区が隣接する中学校
- 福岡市立次郎丸中学校
- 福岡市立壱岐中学校
- 福岡市立金武中学校

### 周辺の主な施設
- 野方遺跡（野方遺跡展示館） 野方中央公園
- 壱岐南小学校
- 野方保育園
- 壱岐保育園
- 壱岐幼稚園
- ゆめの森こども園
- 壱岐郵便局
- 木の葉モール橋本
- 福岡市地下鉄橋本駅
- 福岡市地下鉄橋本車両基地
- 村上華林堂病院
- 西部運動公園

## 交通
- 福岡市地下鉄七隈線橋本駅 徒歩25分
- 西鉄バス壱岐丘中学校前バス停